# Fatima Gallaire
Fatima Gallaire (7 de agosto de 1944-15 de septiembre de 2020) fue una escritora francoargelina autora de obras teatrales y cuentos cortos, que escribe en francés.

## Biografía
Nació en 1944 en Argelia, y obtuvo un título de literatura francesa en la Universidad de Argel, y otro de cine en la Universidad de Vincennes.
Ha escrito más de veinte obras, que han sido traducidas e interpretadas en varios idiomas, (entre ellos inglés. alemán, italiano, español, uzbeko) entre las que destacan Princesses y Les Co-épouses. En 1991, escribió su primera novela Le Mendigot.
Fue galardonada con el premio Arletty en 1990 y con el premio Amic de la Academia francesa en 1994.

## Obra
- Princesses, en "Plays by women: an International Anthology", ed. Francoise Kourilsky & Catherine Temerson, Ubu Repertory Theater Publications, 1988.

- Témoignage contre un homme stérile, en "Monologues : plays from Martinique, France, Algeria, Quebec", Ubu Repertory Theater, New York, 1995.

- Les Co-épouses, en "Four Plays from North Africa", ed. Marvin Carlson, Martin E. Segal Theatre Center Publications, New York, 2008.